# Mauzoleum imáma Alího
Alího mauzoleum (persky: مقام علی, přepis: Maqām ʿAlī) nebo Modrá mešita (مسجد کبود) se nachází v Mazáre Šeríf v Afghánistánu a je svatyní, která údajně ukrývá hrob chalífy Alího, prvního imáma ší'itských muslimů (vládl 656–661).
Každoročně sem putují poutníci, aby oslavili svátek Nourúz. Během každoročního obřadu Jahenda Bala je na počest Alího vztyčena vlajka. Lidé se jí dotýkají, protože věří, že jim přinese štěstí do nového roku.

## Historie
Nejstarším dochovaným pramenem, který uvádí, že Alí je pohřben v Balchu, je Tuhfat al-Albab andaluského cestovatele Abú Hámida al-Gharnátího († 1170). Abd al-Ghafúr Lárí napsal, že Muhammad al-Báqir, pátý ší'itský imám, pověřil Abú Muslima úkolem přenést Alího tělo do Chorásánu, i když je tento příběh pravděpodobně smyšlený.
První stavba na tomto místě pochází z doby Seldžuků. Postavil ji sultán Ahmad Sandžar v 11. století. Ve 13. století vpadli do Balchu Mongolové pod vedením Čingischána, vyvraždili tamní obyvatelstvo a zničili jejich svatyně. Mešita postavená Sandžarem byla Mongoly zničena roku 1220.
V 15. století nařídil timúridský vládce sultán Husajn Bajkara obnovení zničené stavby.
V pozdějších letech různí vládci prováděli opravy a udělovali nadace, včetně šajbánovského emíra Abd al-Mu'mina ibn Abd Alláha Chána, který postavil kupoli. Později budovu vyzdobil Berdi Beg, chán Zlaté hordy, který vládl v letech 1357–1359. V moderní době byl v roce 1910 vytvořen plán na renovaci celého komplexu.

## Galerie

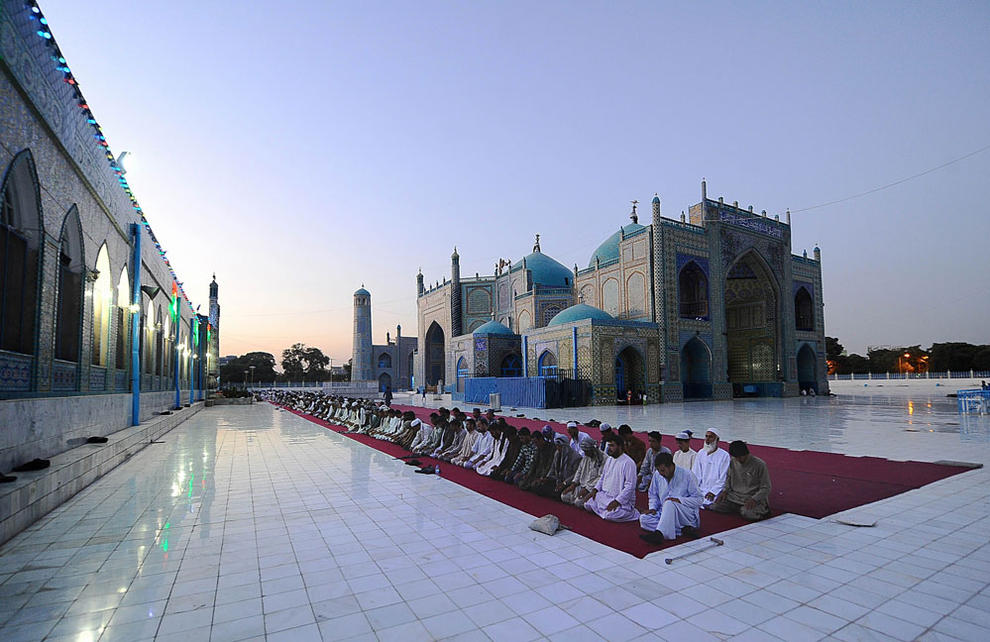
Muslimští muži se modlí během Ramadánu, 2012
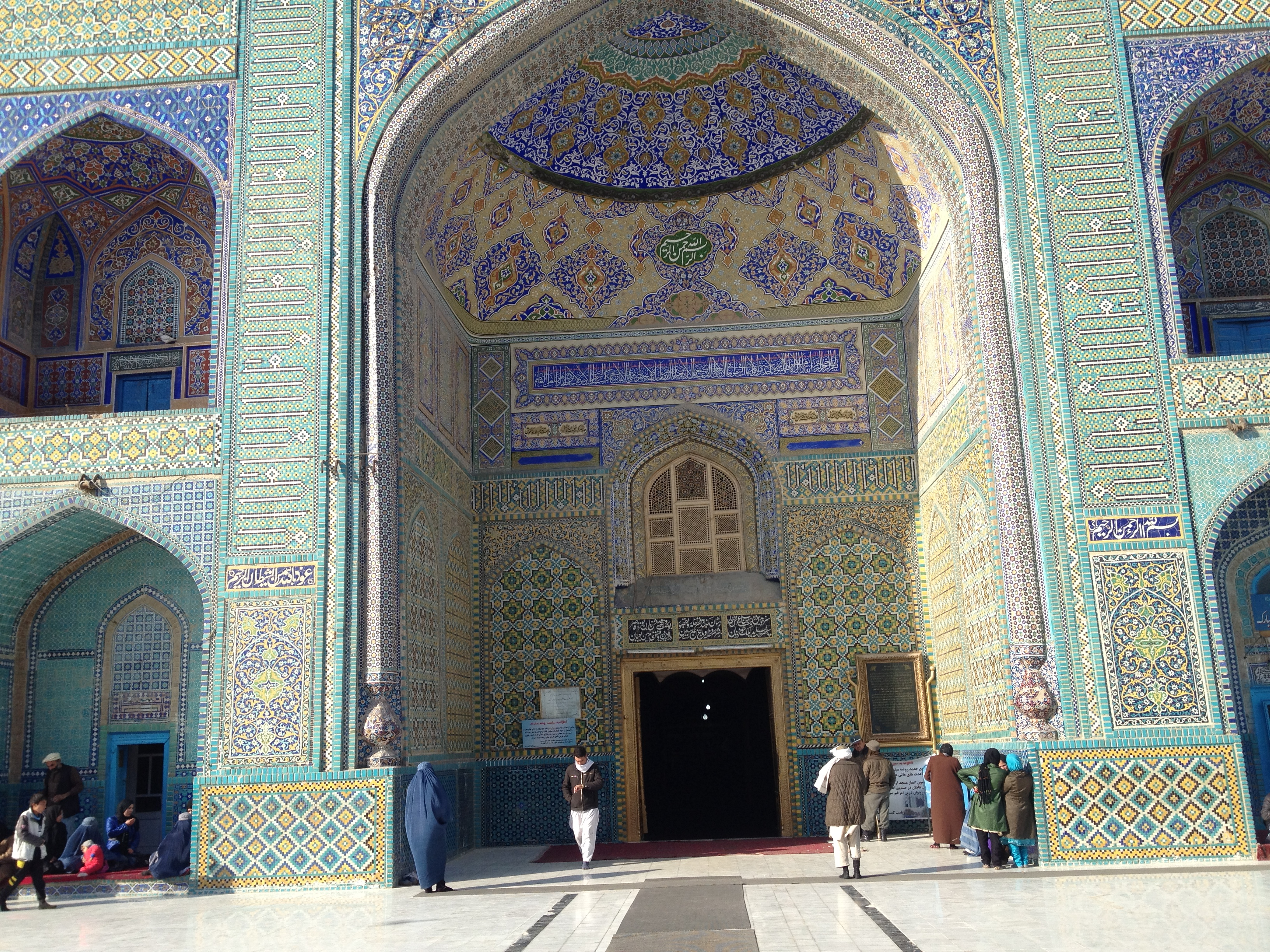
Vchod do jedné z budov
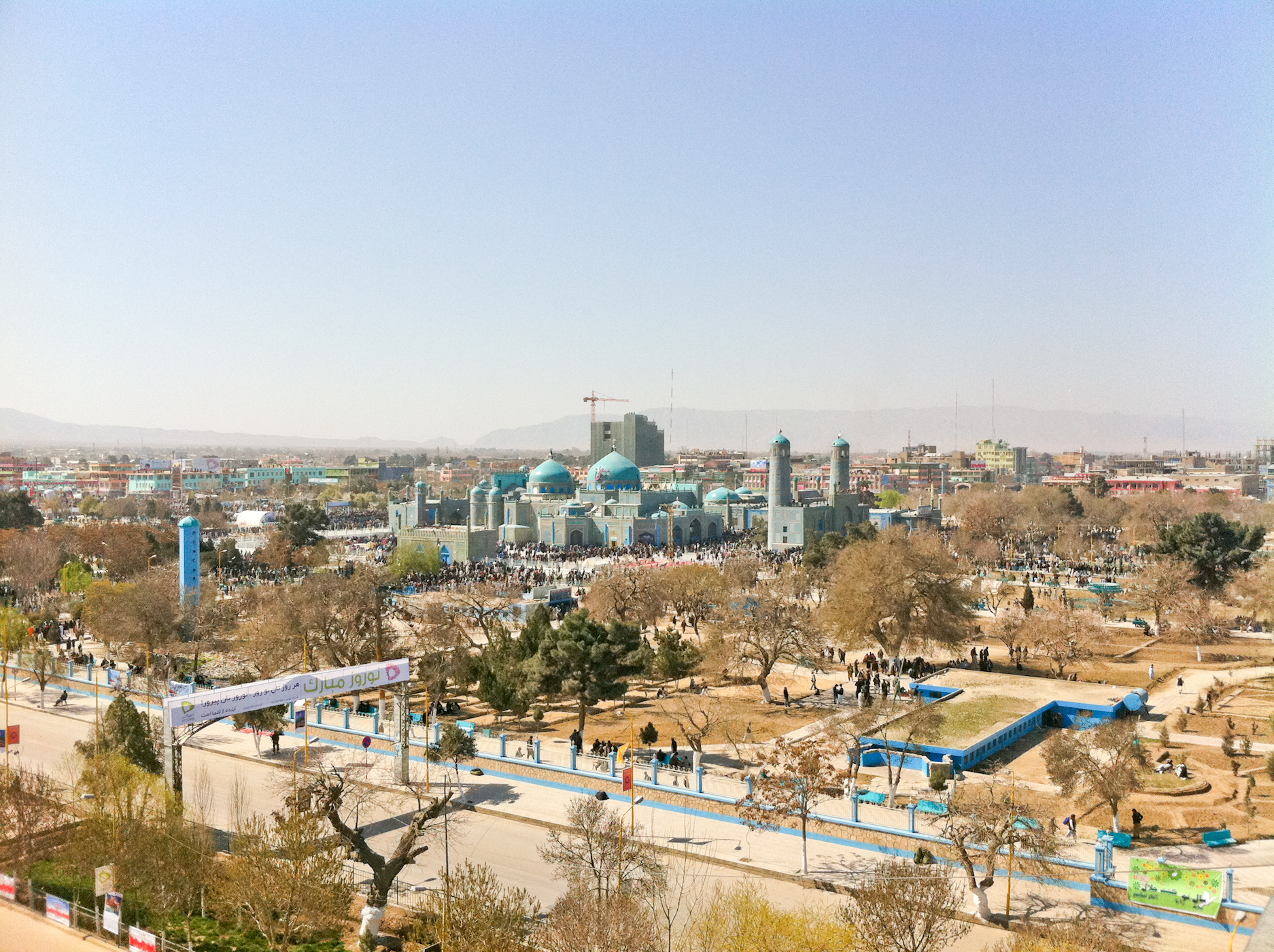
Vzdálený pohled na mešitu v roce 2011
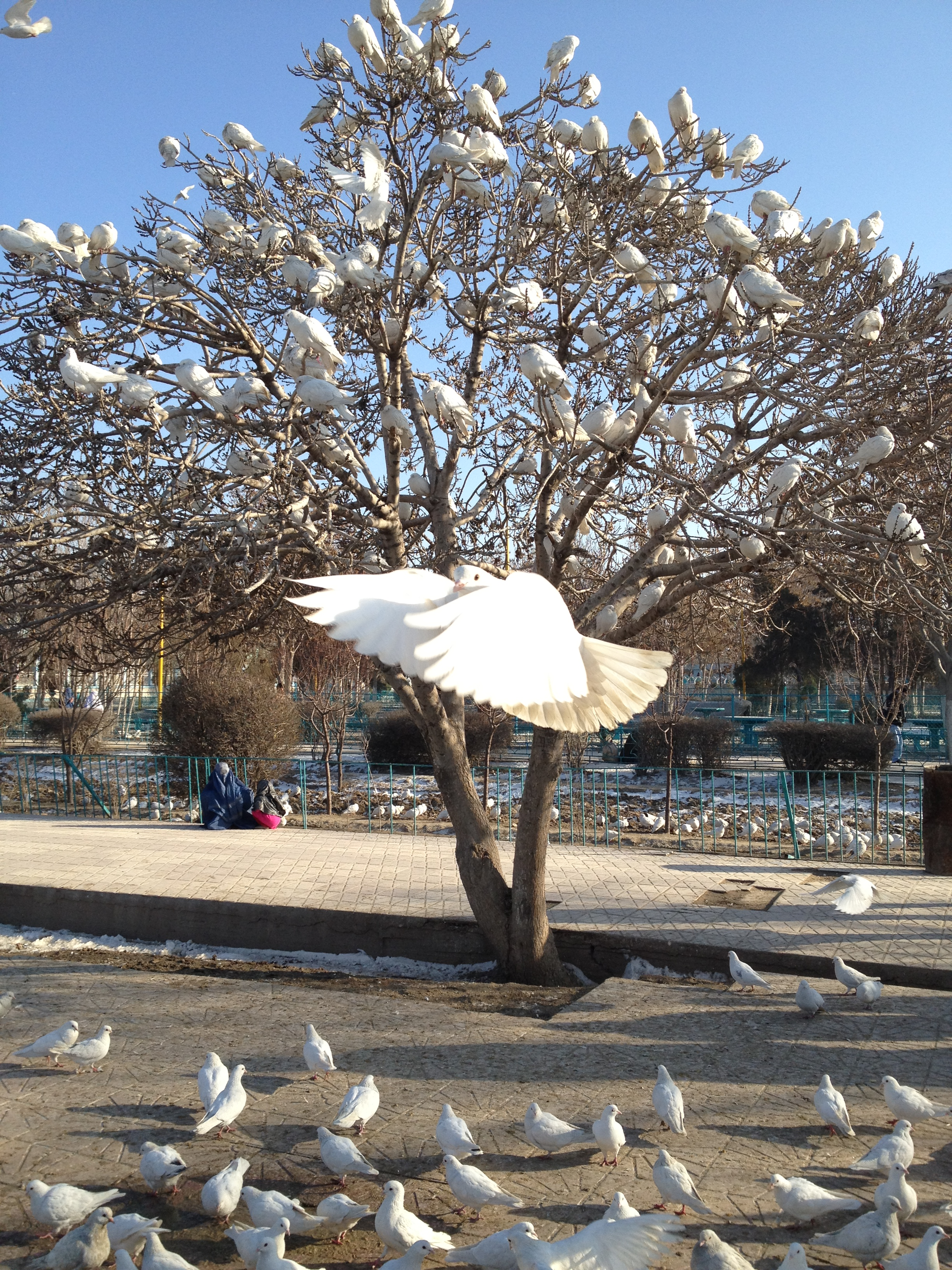
Bílí holubi na nádvoří Modré mešity
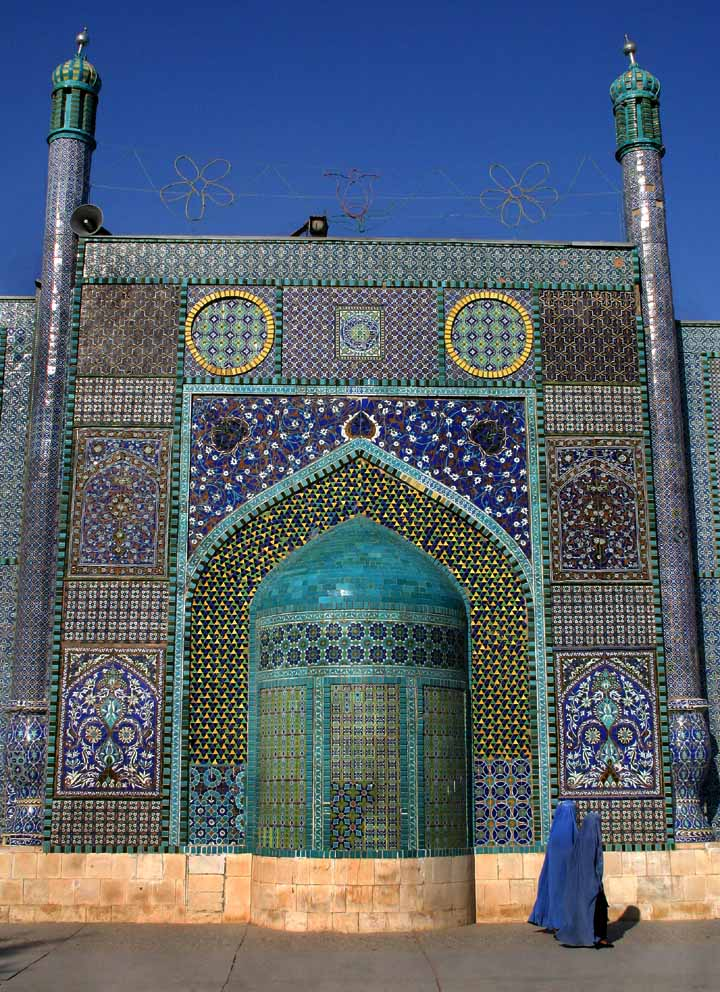
Detailní pohled
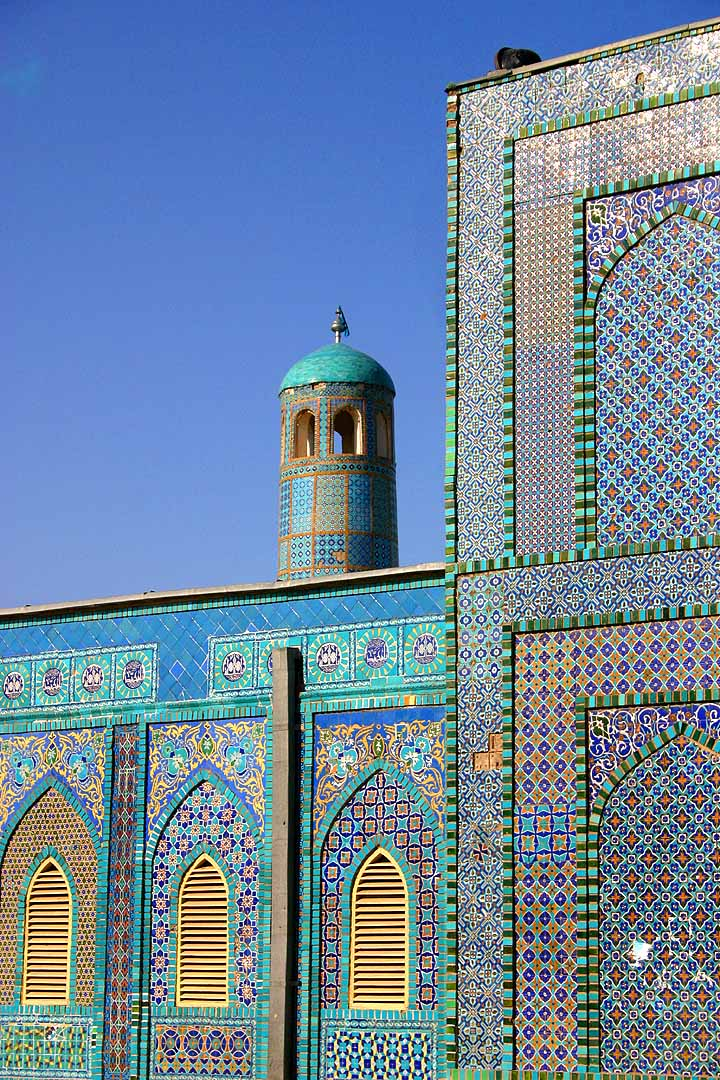
Kachlová výzdoba ve středoasijském stylu
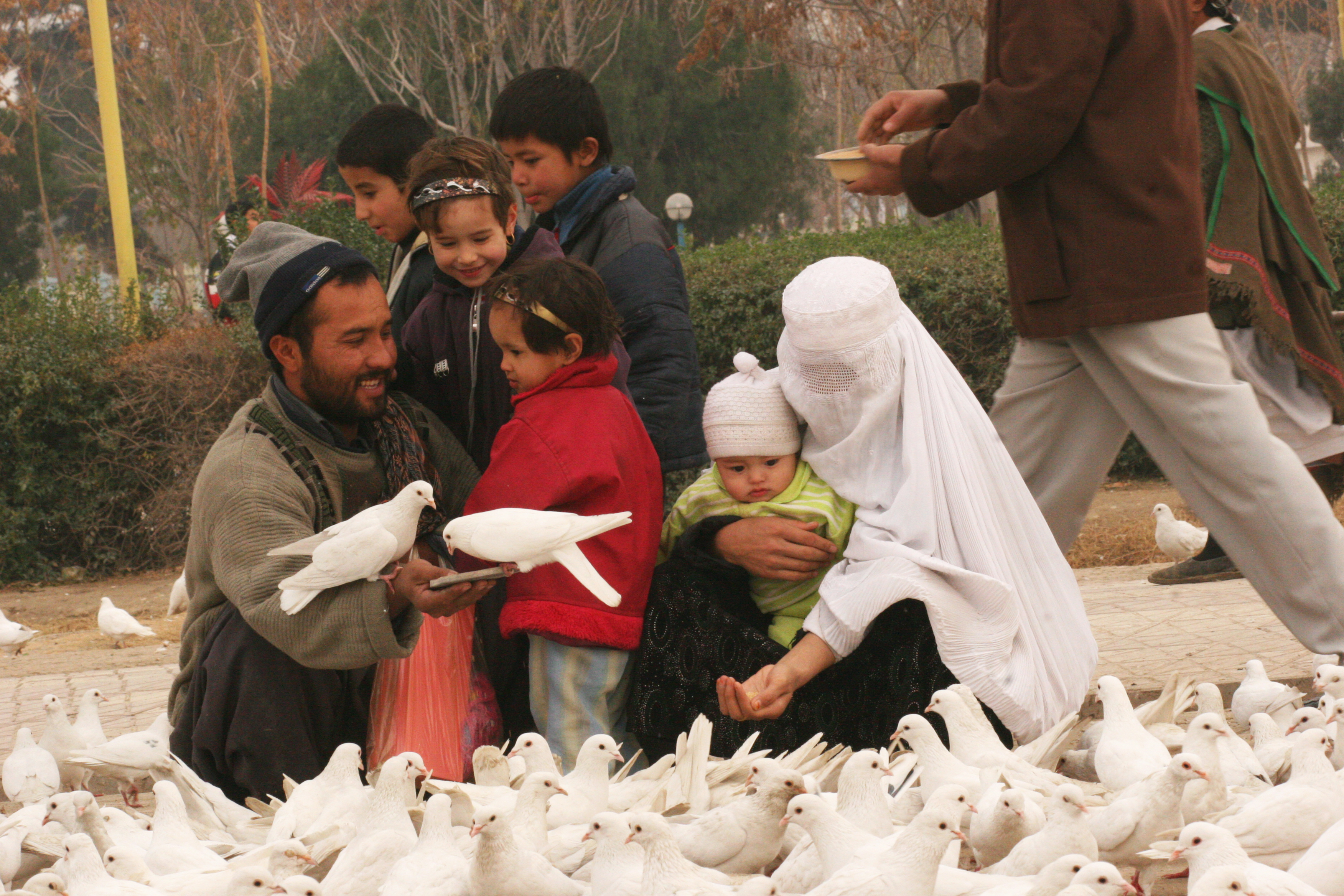
Rodina krmí holuby